# Красовка (Тамбовская область)
Красовка — деревня в Мучкапском районе Тамбовской области России. Входит в состав Сергиевского сельсовета.

## География
Деревня находится в юго-восточной части Тамбовской области, в лесостепной зоне, в пределах Окско-Донской равнины, на расстоянии примерно 19 километров (по прямой) к северо-востоку от рабочего посёлка Мучкапский, административного центра района.

### Климат
Климат умеренно континентальный, относительно сухой, с холодной продолжительной зимой и жарким летом. Среднегодовая температура воздуха — 4,5 °С. Средняя температура воздуха самого холодного месяца (января) — −11 °C (абсолютный минимум — −39 °C); самого тёплого месяца (июля) — 20,5 °C (абсолютный максимум — 40 °С). Среднегодовое количество атмосферных осадков варьирует в пределах от 400 до 450 мм. Продолжительность залегания снежного покрова составляет в среднем 134 дня.

### Часовой пояс
Деревня Красовка, как и вся Тамбовская область, находится в часовой зоне МСК (московское время). Смещение применяемого времени относительно UTC составляет +3:00.

## Население
| 2010 |
| ---- |
| 0    |

### Национальный состав
Согласно результатам переписи 2002 года, в национальной структуре населения русские составляли 100 % из 24 чел.